# Friedrich August Wilhelm Ludwig Roux

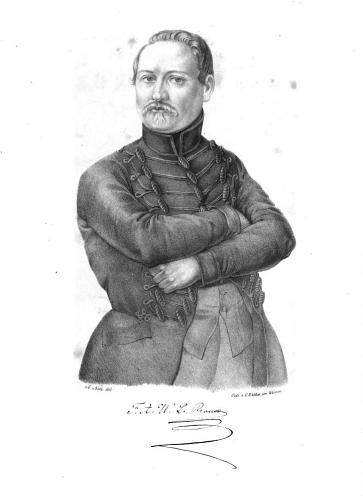
F. A. Wilh. L. Roux in Pekesche

Friedrich August Wilhelm Ludwig Roux (* 20. Mai 1817 in Gotha; † 1. Juni 1897 in Jena) war ein deutscher Fechtmeister.

## Leben
Wilhelms Vater war der „Lehrer der Mathematik und Fechtkunst am Pageninstitute zu Gotha“ Johann Wilhelm Roux (1777–1846), ein Sohn von Heinrich Friedrich Roux. Nach der Versetzung des Vaters nach Meiningen besuchte Wilhelm dort das Gymnasium und wurde zunächst Kanzleigehilfe im Landesministerium von Sachsen-Meiningen. In seiner Freizeit erteilte er den Schülern der Forstakademie Dreißigacker bei Meiningen Fechtunterricht.
Ab 1. Juli 1839 war Roux an der Universität Jena als Fechtmeister angestellt. Er hatte den Auftrag, in Jena das Hiebfechten einzuführen, das weniger gefahrenträchtig als das Stoßfechten ist und an anderen Universitäten bereits weit verbreitet war. Er widmete sich dieser Aufgabe mit Leidenschaft und „bildete das Hiebfechten theoretisch und praktisch bis zur höchsten Vollkommenheit aus, also weit über die Anwendbarkeit bei dem Mesurpauken der Studierenden hinaus“.
Wilhelm Roux trat 1885 gemeinsam mit seinem älteren Sohn Ludwig in den im Jahr zuvor gegründeten Verein deutscher Universitätsfechtmeister ein. Bei seinem 50-jährigen Berufsjubiläum 1889 wurde er durch einen besonderen Festakt bei der Jahressitzung geehrt. Er sah sich jedoch offenbar in wachsendem Widerspruch zu der praktischen Orientierung des Vereins und der Publikationen, die sein Sohn für den Verein herausbrachte, und nahm 1892 polemisch dazu Stellung.
Wilhelm Roux verehelichte sich am 18. Oktober 1842 mit Emma Bögeholdt (* 10. April 1818; † 5. Juli 1843). Er heiratete in zweiter Ehe am 23. Juni 1845 Clothilde Baumbach (* 22. März 1821; † 14. Januar 1885), Tochter des Juraprofessors C. J. A. Baumbach (1789‒1827) und seiner Ehefrau Emma geb. Paulsen (1794‒1864). Die erste Ehefrau starb bei der Geburt des ersten Kindes; in der zweiten Ehe wurden vier Kinder geboren, darunter ein Sohn:
- Ludwig Cäsar Roux (* 27. Juni 1843; † 20. Mai 1913), wurde Fechtmeister in Leipzig und publizierte über die Hiebfechtkunst.
- Wilhelm Roux (* 9. Juni 1850; † 15. September 1924), wurde ein namhafter Anatom und Entwicklungsbiologe.

## Werke
- Anweisung zum Hiebfechten mit graden und krummen Klingen. Nebst einer Einleitung von Dr. K. H. Scheidler[11]. Jena 1840. Digitalisat.
- Die Kreussler’sche Stossfechtschule. Zum Gebrauch für Academieen und Militärschulen nach mathematischen Grundsätzen, bearbeitet von Friedrich August Wilhelm Ludwig Roux. Jena 1849. (2. Auflage Jena 1857.)
- Deutsches Paukbuch. Jena 1857. Digitalisat. (2., verbesserte und vermehrte Auflage 1867.)
- Der deutsche Universitäts-Fechtmeisterverein. In: Burschenschaftliche Blätter. (ISSN 0341-5252) Band 7, 1892, S. 252.

als Herausgeber
- Über das Verhältniß der deutschen Fechtkunst zum Ehrenduell, sowohl im Allgemeinen, als auch für Universitäten, insbesondere mit Berücksichtigung der Mittel, die Duelle zu verhüten, oder sie wenigstens unschädlich zu machen und zu vermindern. Von Dr. Johann Adolph Karl Roux. Auf besonderes Verlangen des nunmehr verstorbenen Verfassers zum Druck befördert und vollendet von W. Roux. Erfurt 1841.[12]